# Napoleón Rama
Napoleón Genson Rama Sr., PLH (27 de julio de 1923, Cebú, Filipinas), también conocido como Don Napoleón Rama y Genson, es un reputado escritor, abogado y político filipino. Estudió en el seminario de la Universidad de San Carlos de Cebú por su especial interés en mantener y enriquecer su español, lengua cuyo uso general ya estaba en declive en su país en los años 40.
Fue editor del único periódico en español que quedaba en Cebú (El observatorio), donde escribía habitualmente, y, además de en su país, también trabajó como periodista en Filadelfia (Estados Unidos).

## Biografía
Napoleón Rama era hijo de Vicente Rama (1887-1956) y Catalina Genson
, que fundaron un conocido clan familiar de Cebú del que descienden importantes personalidades actuales. Mike Rama, sobrino de Napoleón, es el actual alcalde de Cebú (2010-).

## Política
En 1972 fue vicepresidente de la Convención Constitucional y luchó contra el presidente Ferdinand Marcos, durante cuyo mandato fue encarcelado, y posteriormente fue nombrado miembro de la Comisión Constitucional Filipina de 1986 por la presidenta Corazón Aquino.

## Premios y reconocimientos
- 1959. Periodista del año en Estados Unidos[5]
- 1990 Ninoy Aquino Memorial Award
- 1992. Premio Zobel
- 2011 Philippine Legion of Honor (Grand Commander Rank)
- Premio a Alumno excepcional de Universidad de San Carlos de Cebú

## Libros
- Un día en la vida de un filipino, (sobre el régimen del presidente Ferdinand Marcos)